# Eurolliga 2009-2010
L'Eurolliga és una competició de bàsquet internacional entre clubs d'Europa. La temporada 2009-2010 s'inicià amb 30 equips dels quals 22 estaven ja classificats per a la fase de grups i els altres vuit es jugaren les dues places restants en una fase preliminar que començà el 29 de setembre. La Final Four 2010, que tingué lloc al Palais Omnisports de Paris-Bercy a París a França, començà el 7 i finalitzà el 9 de maig.

## Fase Preliminar

### Primera eliminatòria
29 de setembre i 2 d'octubre
| Equip #1              | Resultat | Equip #2               | Anada | Tornada |
| --------------------- | -------- | ---------------------- | ----- | ------- |
| Spirou Charleroi      | 111-134  | Entente Orléans Loiret | 55-53 | 56-81   |
| BK Ventspils          | 154-161  | Benetton Treviso       | 78-73 | 76-88   |
| Le Mans Sarthe Basket | 123-137  | ALBA Berlín            | 61-60 | 62-77   |
| Aris Salonica         | 129-156  | Maroussi Athens        | 69-67 | 60-89   |

### Segona eliminatòria
6 i 9 d'octubre
| Equip #1               | Resultat | Equip #2         | Anada | Tornada |
| ---------------------- | -------- | ---------------- | ----- | ------- |
| Entente Orléans Loiret | 162-155  | Benetton Treviso | 82-73 | 80-82   |
| ALBA Berlín            | 145-149  | Maroussi Athens  | 70-79 | 75-70   |

## Fase de grups

### Grup A
| Equip              | PJ | PG | PP | PF  | PC  | DP   |
| ------------------ | -- | -- | -- | --- | --- | ---- |
| Regal FC Barcelona | 10 | 10 | 0  | 833 | 625 | +208 |
| Montepaschi Siena  | 10 | 8  | 2  | 830 | 689 | +141 |
| Žalgiris Kaunas    | 10 | 3  | 7  | 673 | 739 | -66  |
| Cibona Zagreb      | 10 | 3  | 7  | 637 | 742 | -105 |
| ASVEL Villeurbanne | 10 | 3  | 7  | 680 | 749 | -69  |
| Fenerbahçe Ülker   | 10 | 3  | 7  | 690 | 799 | -109 |

### Grup B
| Equip              | PJ | PG | PP | PF  | PC  | DP  |
| ------------------ | -- | -- | -- | --- | --- | --- |
| Olympiakos         | 10 | 8  | 2  | 884 | 787 | +97 |
| Unicaja Málaga     | 10 | 7  | 3  | 784 | 775 | +9  |
| Partizan Belgrad   | 10 | 5  | 5  | 745 | 757 | -12 |
| Efes Pilsen        | 10 | 4  | 6  | 808 | 793 | +15 |
| Lietuvos Rytas     | 10 | 4  | 6  | 741 | 784 | -43 |
| Entente Orleanaise | 10 | 2  | 8  | 722 | 788 | -66 |

### Grup C
| Equip              | PJ | PG | PP | PF  | PC  | DP  |
| ------------------ | -- | -- | -- | --- | --- | --- |
| CSKA Moscou        | 10 | 8  | 2  | 730 | 700 | +30 |
| Caja Laboral       | 10 | 7  | 3  | 779 | 735 | +44 |
| Maccabi Tel Aviv   | 10 | 6  | 4  | 794 | 737 | +57 |
| Maroussi Athens    | 10 | 4  | 6  | 744 | 764 | -20 |
| Lottomatica Roma   | 10 | 4  | 6  | 713 | 737 | -24 |
| Olimpija Ljubljana | 10 | 1  | 9  | 677 | 764 | -87 |

### Grup D
| Equip               | PJ | PG | PP | PF  | PC  | DP   |
| ------------------- | -- | -- | -- | --- | --- | ---- |
| Real Madrid         | 10 | 8  | 2  | 811 | 690 | +121 |
| Panathinaikos       | 10 | 8  | 2  | 792 | 697 | +95  |
| Khimki BC           | 10 | 6  | 3  | 740 | 733 | +7   |
| Asseco Prokom       | 10 | 4  | 6  | 747 | 810 | -63  |
| Armani Jeans Milano | 10 | 3  | 7  | 724 | 741 | -17  |
| Baskets Oldenburg   | 10 | 1  | 9  | 657 | 800 | -143 |

## Top 16

### Grup E
| Equip               | PJ | PG | PP | PF  | PC  | DP  |
| ------------------- | -- | -- | -- | --- | --- | --- |
| Regal FC Barcelona  | 5  | 4  | 1  | 383 | 332 | +51 |
| KK Partizan Belgrad | 5  | 3  | 2  | 325 | 340 | -15 |
| Maroussi BC         | 5  | 2  | 3  | 340 | 370 | -30 |
| Panathinaikos BC    | 5  | 1  | 4  | 357 | 363 | -6  |

### Grup F
| Equip             | PJ | PG | PP | PF  | PC  | DP  |
| ----------------- | -- | -- | -- | --- | --- | --- |
| Maccabi Tel Aviv  | 5  | 3  | 2  | 378 | 359 | +19 |
| Real Madrid       | 5  | 3  | 2  | 383 | 378 | +5  |
| Efes Pilsen       | 5  | 2  | 3  | 358 | 360 | -2  |
| Montepaschi Siena | 5  | 2  | 3  | 388 | 410 | -22 |

### Grup G
| Equip           | PJ | PG | PP | PF  | PC  | DP  |
| --------------- | -- | -- | -- | --- | --- | --- |
| CSKA Moscou     | 5  | 4  | 1  | 410 | 377 | +33 |
| Asseco Prokom   | 5  | 3  | 2  | 408 | 373 | +35 |
| Žalgiris Kaunas | 5  | 2  | 3  | 383 | 430 | -47 |
| Unicaja Málaga  | 5  | 1  | 4  | 368 | 389 | -21 |

### Grup H
| Equip         | PJ | PG | PP | PF  | PC  | DP  |
| ------------- | -- | -- | -- | --- | --- | --- |
| Olympiakos    | 5  | 5  | 0  | 453 | 408 | +45 |
| Caja Laboral  | 5  | 2  | 3  | 413 | 431 | -18 |
| Khimki BC     | 5  | 2  | 3  | 380 | 404 | -24 |
| Cibona Zagreb | 5  | 1  | 4  | 396 | 399 | -3  |

## Quarts de Final
|   | Equip 1            |     | Equip 2          | Partit 1 | Partit 2 | Partit 3 | Partit 4 | Partit 5 |
| - | ------------------ | --- | ---------------- | -------- | -------- | -------- | -------- | -------- |
| 1 | Regal FC Barcelona | 3-1 | Real Madrid      | 68-61    | 63-70    | 84-73    | 84-78    | -        |
| 2 | Maccabi Tel Aviv   | 1-3 | Partizan Belgrad | 77-85    | 98-78    | 73-81    | 67-76    | -        |
| 3 | CSKA Moscou        | 3-1 | Caja Laboral     | 86-63    | 83-63    | 53-66    | 74-70    | -        |
| 4 | Olympiakos         | 3-1 | Asseco Prokom    | 83-79    | 90-73    | 78-81    | 86-70    | -        |

## Final Four
|  | Semifinals         | Semifinals |    |  | Final              | Final |  |
|  |                    |            |    |  |                    |       |  |
|  | 7 de maig – París  |            |    |  |                    |       |  |
|  | Regal FC Barcelona | 64         |    |  |                    |       |  |
|  | CSKA Moscou        | 54         |    |  |                    |       |  |
|  |                    |            |    |  |                    |       |  |
|  |                    |            |    |  | 9 de maig – París  |       |  |
|  |                    |            |    |  | Regal FC Barcelona | 86    |  |
|  |                    | Olympiakos | 68 |  |                    |       |  |
|  |                    |            |    |  |                    |       |  |
|  |                    |            |    |  |                    |       |  |
|  |                    |            |    |  |                    |       |  |
|  | 7 de maig – París  |            |    |  |                    |       |  |
|  | Olympiakos         | 83         |    |  |                    |       |  |
|  | Partizan Belgrad   | 80         |    |  |                    |       |  |

### Semifinals
|     | Equip 1            | Resultat | Equip 2          |
| --- | ------------------ | -------- | ---------------- |
| SF1 | Regal FC Barcelona | 64 - 54  | CSKA Moscou      |
| SF2 | Olympiakos         | 83 - 80  | Partizan Belgrad |

### Final
|   | Equip 1            | Resultat | Equip 2    |
| - | ------------------ | -------- | ---------- |
| F | Regal FC Barcelona | 86 - 68  | Olympiakos |